# زيتو
خوسيه إلي دي ميراندا (بالبرتغالية: José Ely de Miranda) المعروف باسم زيتو، (من مواليد 18 أغسطس 1932 في روسييرا في فالي دو بارابيا- 15 يونيو 2015) هو لاعب كرة قدم برازيلي، ويلعب كلاعب خط وسط.
بدأ زيتو مسيرته الكروية في 1952، وأنهاها في عام 1967، وقد لعب 733 مباراة وسجل 57 هدف مع نادي سانتوس، وقد فاز بكأس ولاية ساو باولو تسعة مرات (1955، 1956، 1958، 1960، 1961، 1962، 1964، 1965، 1967) وكأس البرازيل أربع مرات متتالية (1961، 1962، 1963، 1964) وكأس ليبرتادوريس مرتين (1962، 1963) وفاز بكأس العالم للأندية مرتين (1962، 1963) وفاز بكأس العالم لكرة القدم 1958 وكأس العالم لكرة القدم 1962، وقد ترأس نادي سانتوس البرازيلي كما أنه هو مكتشف اللاعب البرازيلي نيمار.
توفي زيتو في 15 يونيو 2015 عن عمر ناهز 82 عاماً.

## روابط خارجية
- زيتو على موقع الاتحاد الدولي (مؤرشف)  (الإنجليزية)
- زيتو على موقع الاتحاد الأوربي (الإنجليزية)
- زيتو على موقع قاعدة بيانات كرة القدم.إي يو (الإنجليزية)
- زيتو على موقع ناشيونال فوتبول تيمز (الإنجليزية)